# Octonoba uncinata
Octonoba uncinata là một loài nhện trong họ Uloboridae.
Loài này thuộc chi Octonoba. Octonoba uncinata được Hajime Yoshida miêu tả năm 1981.